# Ashi (tytuł)
Ashi (dzongkha: ཨ་ཞེ་), również Ashe lub Azhi, jest bhutańskim tytułem dosłownie oznaczającym „Pani”. Tytuł jest występuje przed imieniem i jest noszony przez żeńską część szlachty bhutańskiej, a także przez żeńskie członkinie bhutańskiej rodziny królewskiej.
Forma męską powyższego słowa jest Dasho (dzongkha: དྲག་ཤོས་), co dosłownie oznacza „Pan”. Takim stwierdzeniem mogą posługiwać członkowie parlamentu (Zgromadzenia Narodowego), niektórzy wyżsi urzędnicy, w tym wiceministrowie i sędziowie okręgowych, a także osoby nagrodzone przez króla, bądź dzięki uprzejmości wybitnych właścicieli ziemskich.
Ashi może również oznaczać „Panna”, aczkolwiek jest to potoczne użycie tego terminu.

## Rodzina królewska
Zupełnie inne znaczenie ma tytuł noszony przez córki władcy Bhutanu. W takiej formie ma konotacje i status „Księżniczki" i jest używany w połączeniu ze stylem Jej Królewskiej Wysokości. Księżniczki bhutańskie nie mają osobnego tytułu, dlatego znaczenie Ashi zależy od kontekstu użycia. Z powodu zamieszania poza granicami Bhutanu, by uniknąć nieporozumień prawidłową formą nazewnictwa córek władcy Bhutanu jest „Księżniczka Ashi”, a synów  „Książę Dasho”